# Cayratia schumanniana
Cayratia schumanniana là một loài thực vật hai lá mầm trong họ Nho. Loài này được (Gilg) Suess. miêu tả khoa học đầu tiên năm 1953.